# 太平桥镇 (简阳市)
太平桥镇，是中华人民共和国四川省资阳市简阳市曾经下辖的一个镇。2019年12月，撤消太平桥镇 ，原太平桥镇所属行政区域为赤水街道的行政区域。

## 行政区划
太平桥镇撤销前下辖以下地区：
飞鹅村、福民坝村、红豆村、劲松村、龙洞村、龙家坝村、麻石桥村、太平村和永平村。